# Pohlia nutans
Pohlia nutans (Hedw.) Lindb., 1879 è un muschio della famiglia Mniaceae con distribuzione cosmopolita.

## Descrizione
É un muschio di piccole dimensioni, con fusti alti mediamente 0,5-3,5 cm (in rari casi sino a 10 cm), verdi o raramente rossastri.

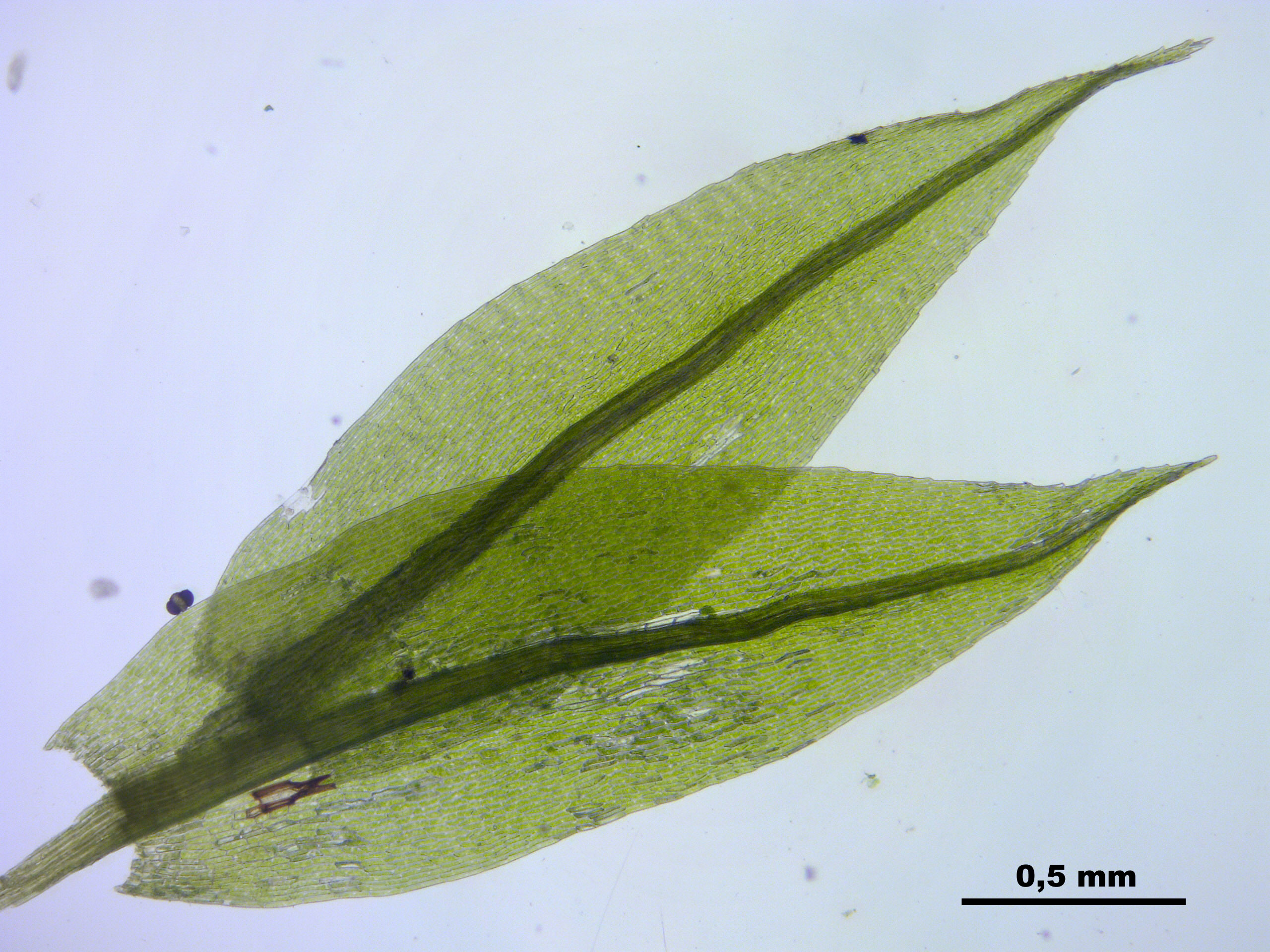
Foglie

Le foglie, erette o espanse, sono di forma ovato-lanceolata, lunghe circa 2 mm, con margine intero o più spesso serrulato, specie nel terzo distale.
La seta dello sporofito è di colore da arancione a rosso-bruno. La capsula, piriforme, è inclinata di 80-100° rispetto alla seta, dello stesso colore di quest'ultima, con un opercolo conico e peristoma con denti triangolari acuti, di colore da giallo ad arancione. Le spore hanno un diametro di 16-22 µm.

## Distribuzione e habitat
La specie è presente in tutti i continenti compresa l'Antartide.
È un organismo estremofilo, in grado di resistere al freddo, al disseccamento, al sale, agli acidi, ai metalli pesanti, ad intense radiazioni UV.